# Ivan Cankar (Maribor)

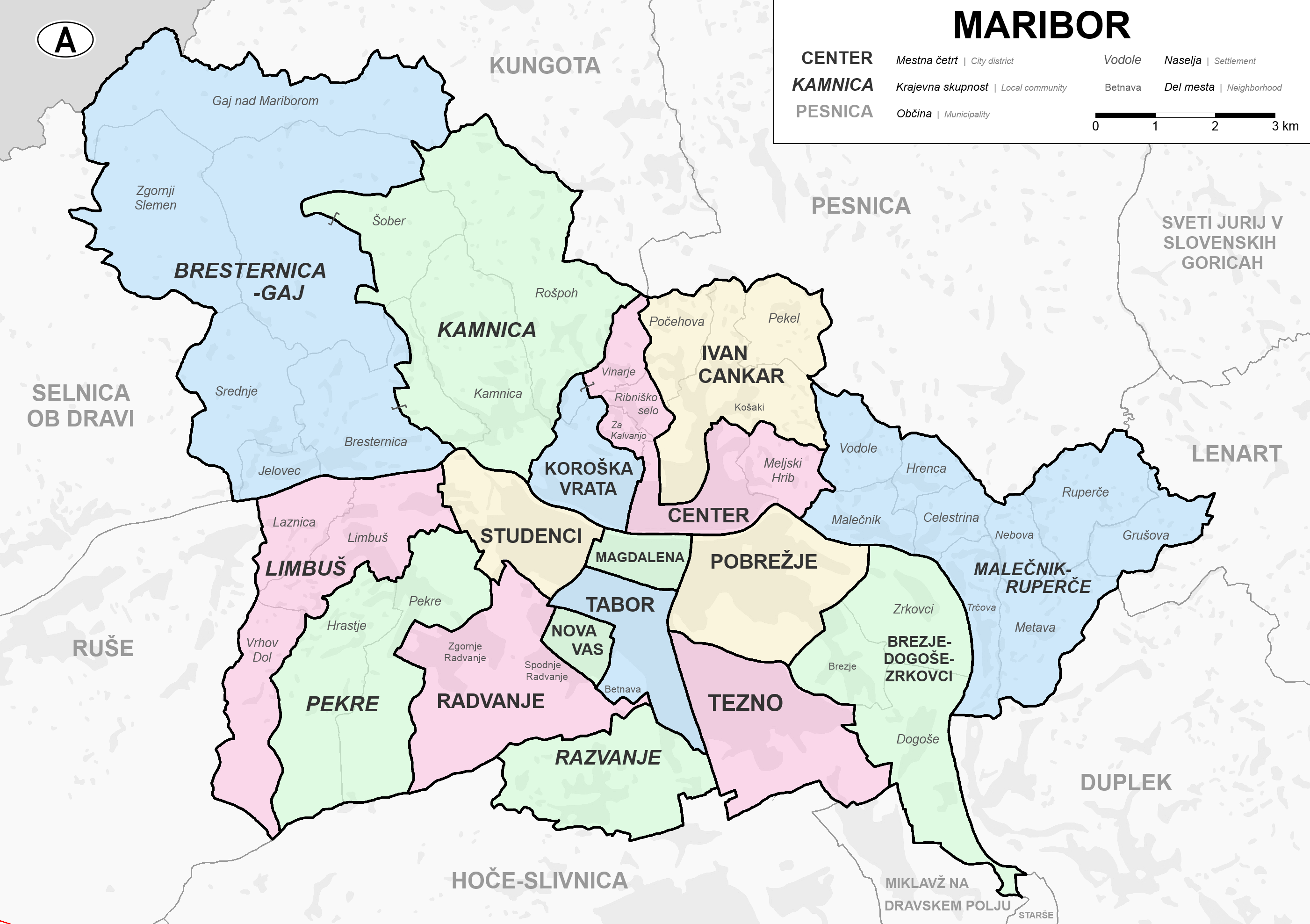
Stadtbezirke und Ortsgemeinschaften von Maribor

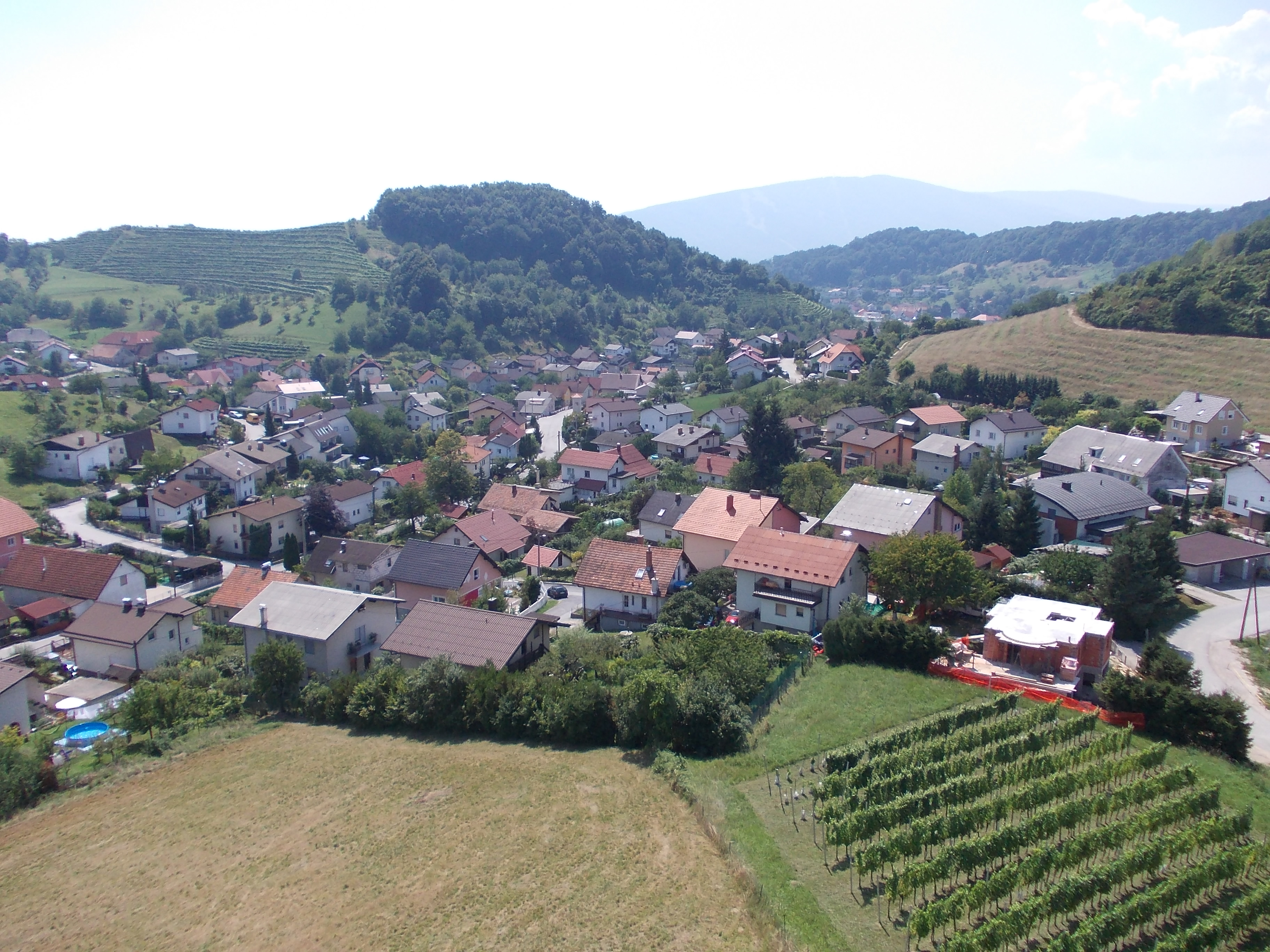
Ortsteil Košaki des Stadtviertels Maribor-Ivan Cankar

Mestna četrt Ivan Cankar, Kurzform: MČ Ivan Cankar (deutsch Stadtbezirk Ivan Cankar) ist der Name eines Stadtbezirks  in der slowenischen Stadtgemeinde Maribor (Marburg an der Drau). Er ist benannt nach dem slowenischen Schriftsteller Ivan Cankar.

## Lage
Der Bezirk umfasst die innerstädtischen Gebiete nordöstlich der Altstadt und die Ortschaften Krčevina, Počehova und Košaki (ehemals Leitersberg bei Marburg). Er grenzt im Westen und Süden an den Stadtbezirk Center, im Osten an die Ortsgemeinschaft Malečnik-Ruperče und im Norden an die Gemeinde Pesnica.

## Geschichte
Der Bezirk Ivan Cankar wurde 1997 gegründet, als vier ehemalige Stadtteile von Maribor mit drei Ortsgemeinden des Umlandes  zu einem einzigen Stadtviertel zusammengelegt wurden: die Stadtteile Anton Aškerc, Ivan Cankar, Boris Kidrič, Heroj Tone Tomšič sowie die Orte Krčevina, Počehova und Košaki.

## Sehenswürdigkeiten
- Pyramidenhügel
- Stadtpark

## Plätze
- Trg Boris Kidrica
- Rakušev trg

## Straßen (Auswahl)
Aškerčeva ulica, Cafova ulica, Cankarjeva ulica, Dominkuševa ulica, Kersnikova ulica, Kopitarjeva ulica, Maistrova ulica, Partizanska cesta, Prešernova ulica, Razlagova ulica, Ribniška ulica, Tomšičeva ulica, Ulica heroja Staneta, Veluščkova ulica